# 조진혁
조진혁(2000년 8월 10일 ~ )은 대한민국의 축구 선수로, 포지션은 윙어이다. 현재 K리그1 강원 FC 소속이다.

## 유소년 시절
어릴 때 부모님의 권유로 초등학생 시절 때부터 축구를 시작했으며 충주 험멜의 유스팀에서 성장하여 주로 중앙 미드필더로 뛰며 여러 유소년 대회에서 활약했다. 또한 대학 무대에서는 포지션을 공격수로 바꾸며 광운대의 주포로 활약하면서 광운대학교 축구부의 득점을 책임졌다.

## 클럽 경력
2023년 강원 FC에 입단하면서 프로 커리어를 시작하게 되었다.

## 플레이 스타일
유소년 시절 토레스와 오바메양과 비슷한 스타일로 평가 받았었다.
포지션은 최전방 공격수로 빠른 스피드와 좋은 드리블 능력을 활용한 침투 능력이 돋보이며, 스트라이커로는 단신에 속하지만 헤더 득점 또한 많은 편이다. 이대광 선수가 팀에 들어 온 후에는 주로 왼쪽 윙 포워드를 소화했었다. 다소 다혈질적인 성향과 단조로운 패턴이 약점으로 뽑히지만 대학 시절 팀의 주 득점원 역할을 맡았을 만큼 훌륭한 득점 능력을 지닌 만큼 더욱 더 성장할 것으로 기대된다.

## 평가
'지고 있는 상황에서도 진혁이가 뛰어 들어가는 걸 볼 때면 아, 쟤가 있으니까 결과는 아직 모른다라고 생각하게 된다.'
- 곽동준 (팀동료)
'진혁이쪽으로 공이 갔을 때 어떻게든 장면(위협적인)이 나올 거라는 확신이 있다. 공을 두고 경합할 때 절대 쉽게 (공을) 빼앗기지 않고 끝내 상대 수비를 뚫어낸다. 팀에 굉장히 활력이 되는 선수이다.'
- 이동진 (팀동료)
'조진혁은 악마의 재능이다. 투지 넘치고 다혈질적인 성향 때문에 표면적으로 악동의 이미지가 있는데, 그 속에는 남들이 갖지 못한 압도적인 재능이 항시 꿈뜰거리고 있다. 절제와 노력으로 끝임없이 재능을 세공한다면, 프로 무대에서도 반드시 통할 만한 재능이라고 확언할 수 있다.'
- 이남수 (광운대 축구부 코치)

## 수상 내역

### 대회 기록
신명중학교 (2013 ~ 2015)
- 전국체육대회 충북 ● 우승: 2015

충주상업고등학교 (2017 ~ 2018)
- 전국체육대회 충북 ● 우승: 2017
- 무학기 전국고교축구대회 ● 준우승: 2017

## 참고 자료
- (카터나지오) WK 스카우팅 리포트 # 4. '침락자' 조진혁 - 아르마스